# Stenothyra monilifera
Stenothyra monilifera е вид охлюв от семейство Stenothyridae. Видът не е застрашен от изчезване.

## Разпространение и местообитание
Разпространен е във Виетнам, Индия (Бихар и Западна Бенгалия), Индонезия (Суматра и Ява), Малайзия (Западна Малайзия), Мианмар и Тайланд.
Обитава крайбрежията на сладководни и полусолени басейни, заливи и реки.